# 피아골 (영화)
"피아골"은 1955년에 개봉한 대한민국의 흑백영화이다.
지리산에서 활동하는 빨치산들을 소재로 하여, 인간의 본능과 맹목적인 공산주의자들의 말로를 리얼리즘 수법으로 날카롭게 묘사한 반공영화(反共映畵)이다.
한때 영화의 용공성(容共性)을 문제로 지상논쟁(紙上論爭)이 일어나기도 하였다.

## 출연진
- 김진규 : 철수 역
- 허장강 : 만수 역
- 노경희 : 애란 역
- 이예춘 : 아가리 역
- 윤왕국